# Rally to Restore Sanity and/or Fear
O Rally to Restore Sanity and/or Fear (em português, Movimento para Restaurar Sanidade e/ou Medo) foi um ato político no dia 30 de outubro de 2010 no National Mall em Washington, DC. O movimento foi liderada por Jon Stewart, apresentador do programa satírico The Daily Show, e Stephen Colbert, apresentador do The Colbert Report, em sua personagem como um conservador. De acordo com uma análise de fotografias aéreas pelo AirPhotosLive.com para a CBS News, cerca de 215,000 pessoas participaram do evento.
O evento foi resultado da união de dois eventos originalmente separados: o de Stewart "Rally to Restore Sanity" e o de Colbert "March to Keep Fear Alive". A intenção do movimento era de fornecer um foro para que os participantes do movimento pudessem "falar mais alto" do que os 15% a 20% dos americanos que, de acordo com Stewart, "controlam a conversa" da política americana, argumentando que esses extremos endemoninham uns aos outros e agem de forma contraproducente, e a restauração da sanidade promoveria discussões mais racionais. Apesar de Stewart negar as afirmações, agências de notícia chamaram o evento de uma imitação dos movimentos "Restoring Honor" de Glenn Beck, e "Reclaim the Dream" de Al Sharpton .

## Origens

### Resposta ao movimentoRestoring Honor
Em 28 de agosto de 2010, Glenn Beck, da Fox News, liderou a o movimento "Restoring Honor" no Lincoln Memorial. No mesmo dia, Al Sharpton liderou a contra-partida, "Reclaim the Dream", marcando o 47o aniversário do " The Great March on Washington". De acordo com a New York Magazine, a discussão para organizar um evento público satírico em resposta as duas manifestações ocorreu nos bastidores do programa de Jon Stewart, The Daily Show, desde 12 de agosto. Stewart negou que o movimento foi intencionado contra o movimento de Glenn Beck, mas que o evento foi uma outra forma da comédia dele e de Stephen Colbert, dizendo que "Nós vimos [o movimento "Restoring Honor"] e pensamos, 'Que bonito esboço . Que bonita estrutura para preencher com o que queremos expressar ao vivo, na forma de um festival.'" Antes de qualquer discussão por parte de Stewart ou Colbert, membros do website Reddit independentemente passaram a discutir a possibilidade de um movimento liberado por Colbert, muitas vezes referido como o "Restoring Truthiness Rally"; após o anúncio dos dois rallies, alguns noticiários deram crédito ao Reddit pela ideia. O movimento foi produzido pela Busboy Productions, de Jon Stewart.

### Anúncio
Stewart insinuou pela primeira vez sobre o evento no episódio do dia 7 de setembro do The Daily Show dizendo que "[ele iria] ter um anúncio em um futuro próximo não tão próximo." Colbert, no episódio do The Colbert Report do mesmo dia, disse que ele, também, teria um anúncio a fazer. Nos dias seguintes, Stewart e Colbert usaram seus shows para iniciar uma campanha publicitária para seus respectivos anúncios, competindo sobre qual evento seria mais importante. A brincadeira culminou com Stewart anunciando a "Rally to Restore Sanity" no episódio de The Daily Show de 16 de setembro; Colbert então anunciou o "March to Keep Fear Alive" no episódio do The Colbert Report.
Stewart declarou que seu movimento era direcionado a maioria dos americanos, "os 70-80 porcento", que não tem pontos de vista políticos extremos e não tem uma voz na mídia. Para ilustrar seu ponto de vista, ele revelou o lema para o evento: "Take it down a notch America" (em português traduz para algo como: "Diminua a intensidade, América" ou "Se acalme, América"). Várias placas de protesto foram propostas no The Daily Show, como "Eu discordo com você, mas não acho que você é Hitler." Colbert respondeu à proposta de Stewart promovendo sua própria "March to Keep Fear Alive". Fazendo a observação de que aquela não era a hora para ser razoável, Colbert declarou "Agora é a hora para que todo homem bom surte para a liberdade!"
Oprah Winfrey apareceu no The Daily Show via vídeo no dia 14 de outubro, para presentear sua audiência com passagens aéreas grátis para o rally de Jon Stewart. As passagens estavam escondidas debaixo dos assentos dos membros da audiência. No episódio do The Colbert Report seguindo isso, Colbert também deu passagens para sua audiência para seu próprio movimento. Sem o apoio de Oprah, Colbert distribuiu passagens de ônibus de Nova Iorque para Washington, DC. Durante o show, Colbert admitiu que ele não tinha permissão para realizar sua marcha, resultando em Stewart propondo a união dos dois movimentos formando um único "Rally to Restore Sanity and/or Fear" que teria um novo logo.

### Reação ao anúncio
Na noite seguindo o anúncio, o número de pessoas que confirmaram presença ao evento chegou a 69,000 no Facebook. Esse número excedeu os 25,000 que os organizadores esperavam. A demanda por hotels durante o período do evento superou a da "Restoring Honor". O evento inspirou a criação de vários websites e grupos no Facebook para organização e discussão, alguns com mais de 10,000 seguidores. Propostas foram feitas para a organização de outras demonstrações em outras cidades, como Seattle, Chicago, Austin e Los Angeles no mesmo dia do movimento em Washington DC. Em 28 de setembro, Ariana Huffington anunciou no The Daily Show que iria fornecer transporte para as pessoas de Nova Iorque para Washington DC em um local de encontro em Manhattan, mas os planos dela foram impedidos e seria necessário se registrar para a viagem.
O Wall Street Journal caracterizou o movimento como um "send-up" do "Restoring Honor" liderado por Glenn Beck e a marcha "Reclaim the Dream" de Al Sharpton em 28 de agosto de 2010. The Canadian Press chamou os movimentos de Stewart e Colbert uma pancada "não-tão-gentil" contra o movimento de Beck. Durante o evento na prefeitura em 29 de setembro, o presidente Barack Obama citou os futuros eventos como representantes daquelas pessoas que se importam com coisas mais relevantes do que as crenças políticas de outros, em contraste com os "provocativos" canais de notícia.
Várias agências de notícia solicitaram credenciais para cobrir o rally. O NPR proibiu seus funcionários de participar do evento por motivos não-profissionais, declarando: "Jornalistas do NPR não podem participar de marchas ou demonstrações envolvendo problemas ou causas que o NPR cobre, nem participar de petições, nem contribuir dinheiro para essas. Essas restrições se aplicam as futuras demonstrações de Jon Stewart e Stephen Colbert." A NBC e outros meios de comunicação seguiram o exemplo. Algumas proibiram funcionários de participarem independente do motivo, enquanto outros como o The Washington Post foram mais liberais, diferenciando "participar" de "observar".

### Caridade
Antes do anúncio do "Rally to Restore Sanity and/or Fear", os que apoiavam a marcha de Colbert começaram uma campanha para arrecadar dinheiro para instituições educacionais pelo DonorsChoose.org, uma instituição de caridade de qual Colbert é membro do conselho administrativo. Nas primeiras 24 horas foram arrecadados US$100,000. Nos dias seguintes, o total aumentou para US$250,000, e no dia do movimento o total foi de mais de US$500,000. Jon Stewart promoveu o Trust for the National Mall, pedindo que seus telespectadores fizessem doações para o rally. No dia 31 de outubro mais de US$180,000 foi arrecadado para o Trust.

## O evento

### Local
Devido ao número de participantes esperados aumentou, o evento foi relocalizada para o Monumento de Washington ao lado leste do Mall, virado ao Capitólio. O palco estava no lado leste do rally com um fundo aberto, fazendo com que o Capitólio servisse de plano de fundo. Para satisfazer os requisitos de segurança, o Mall entre o Capitólio e a 14th Street foi dividido em seções, com corredores de grades portáteis. Auto-falantes e televisores jumbotron foram postos ao longo de ambos os lados norte e sul para fazer com que a multidão se espalhasse ao invés de se empurrarem contra o palco principal.
Banheiros portáteis e estações de primeiros socorros também foram fornecidas. Já que o evento ocorreria no dia seguinte a maratona Marine Corps Marathon, os organizadores pediram para dividir os banheiros planejados para os corredores da maratona. Os organizadores da maratona não aceitaram, então um segundo conjunto de banheiros foi encomendado.
| Rally to Restore Sanity and/or Fear                   | Rally to Restore Sanity and/or Fear | Rally to Restore Sanity and/or Fear | Rally to Restore Sanity and/or Fear |
| ----------------------------------------------------- | ----------------------------------- | ----------------------------------- | ----------------------------------- |
|                                                       |                                     |                                     |                                     |
| Jon Stewart vestindo uma jaqueta da bandeira dos EUA. | Stephen Colbert no palco            | Placas de participantes             | Vista distante do palco             |

### Convidados

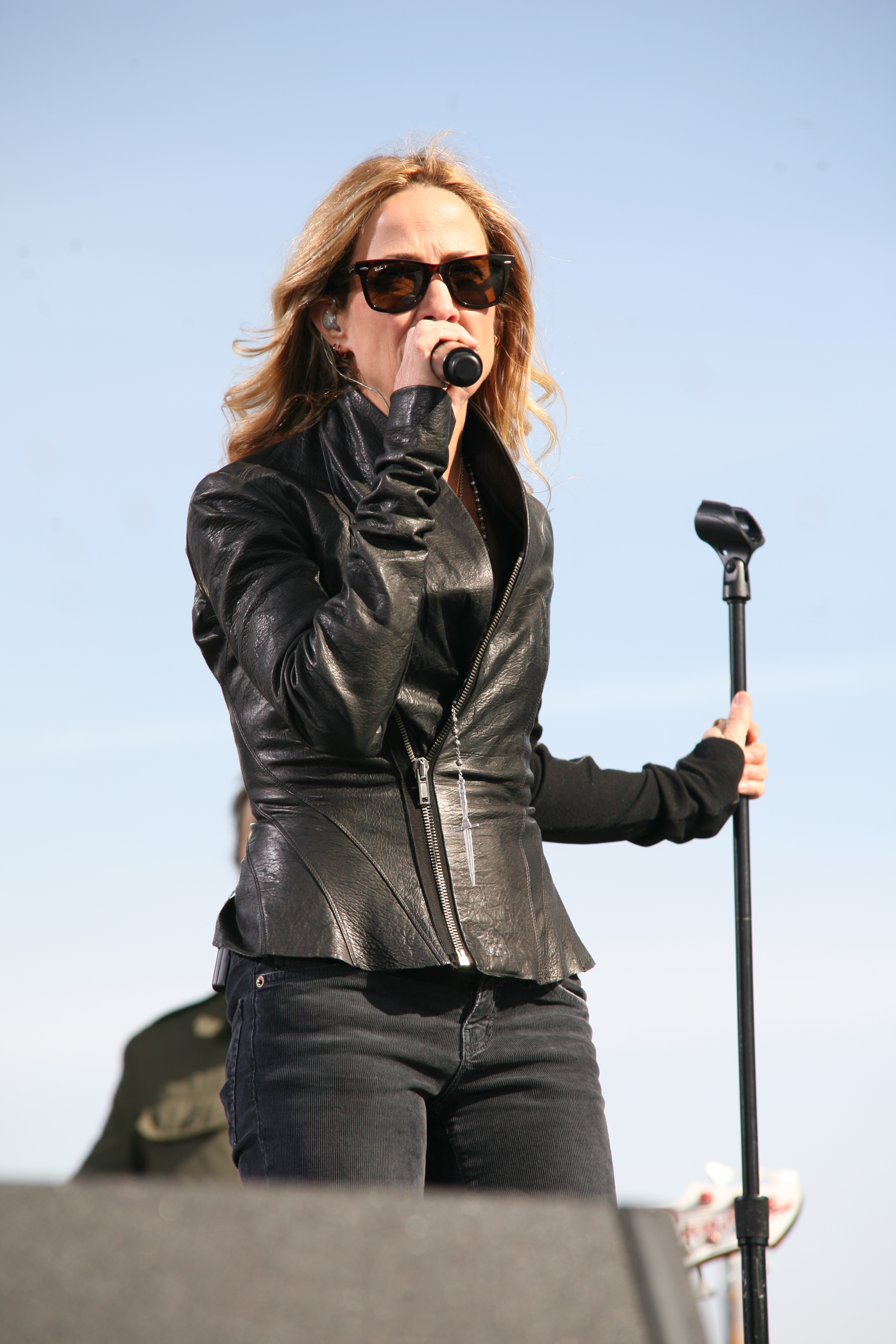
Sheryl Crow no Rally to Restore Sanity and/or Fear

Apesar de ambos Stewart e Colbert manterem sigilo sobre o programa e os convidados, o website da Metromix publicou uma programação simulada no dia 27 de outubro, com convidados confirmados incluindo Sheryl Crow, The Roots e Jeff Tweedy com Mavis Staples e atores como Don Novello e Sam Waterston. Outros convidados incluíram 4troops, Yusuf Islam, Ozzy Osbourne, The O'Jays, John Legend, Kid Rock, Tony Bennett, os apresentadores do Mythbusters Adam Savage e Jamie Hyneman, o jogador de basquete Kareem Abdul-Jabbar, e R2-D2.

### Comédia
Comédia satírica estava presente pelo rally inteiro, com Colbert defendendo, satiricamente, que seu medo era superior a razão de Stewart. Esse tema de medo contra razão foi apresentado com Colbert, vestido como Evel Knievel saindo de seu "bunker do medo" em uma cápsula lembrando a usada para retirar mineradores chilenos em 2010. Seguindo isso, Colbert desafiou Stewart em vários pontos, geralmente se declarando vitorioso.
Uma das "batalhas" foi sobre músicas sobre trens. Stewart começou com a música Peace Train cantada por Yusuf Islam, mas foi interrompido por Colbert com a música Crazy Train cantada por Ozzy Osbourne. A audiência mostrou tanto placas a favor de Peace Train quanto a favor de Crazy Train. No fim, Stewart e Colbert entraram em um acordo e passaram a cantar Love Train com The O'Jays.
Depois, Stewart e Colbert vestiram jaquetas da bandeira dos Estados Unidos e cantaram sua música original "The Greatest, Strongest Country in the World", com letras que refletiam estereótipos dos liberais e conservadores americanos,  como "I love NASCAR halftime shows with tons of TNT. ... My hybrid electric scooter does 100 m-p-g. From gay men who like football ... to straight men who like Glee..." (em português, "Eu amo shows do intervalo do NASCAR com muita TNT. ... Minha lambreta elétrica que chega a 100 m-p-g (milhas por galão). De homens gay que gostam de futebol americano ... para homens héteros que gostam de Glee").
No final, um boneco gigante de Colbert feito de papel machê ("Fearzilla") foi trazido ao palco para demonstrar a sua superioridade. Peter Pan, atuado por John Oliver, então apareceu e liderou os participantes em um canto que fez Colbert e seu boneco derreter no palco, dando a vitória para Jon Stewart.

### Medalhas
Stewart distribuiu "Medalhas da Razoabilidade" fundidas em bronze com a imagem de uma coruja e o lema em Latim "Sit vis nobiscum", traduzindo livremente para "Que a Força esteja com você" (frase icônica da saga Star Wars), para:
- Armando Galarraga, por sua calma reação a uma falta incorreta que o custou um "jogo perfeito".
- Mick Foley, por suas contribuições fora da luta livre, incluindo quando defendeu uma criança ridicularizada por ser gay.
- Velma Hart, por suas perguntas críticas ao Presidente Barack Obama.
- Jacob Isom, por impedir um evangélico de queimar um Alcorão.[44]

Colbert distribuiu "Medalhas do Medo" com uma imagem de um homem nu correndo com tesouras e o lema em latim "Cave ne cadmium sit", que Colbert traduziu como "Cuidado: Pode conter Cádmio", para:
- Várias agências de notícia, coletivamente, por proibirem funcionários de participarem do rally.[44]
- Uma "camiseta colada preta", que Colbert afirmou que pertencia a Anderson Cooper da CNN, por sempre aparecer em desastres naturais cobertos por Cooper.[45]
- Mark Zuckerberg, por fazer o Facebook aumentar o medo em relação a privacidade na internet.[46]

Zuckerberg foi premiado in absentia. O prêmio para as agências de notícia foi aceito por "alguém com mais coragem" - uma menina de sete anos de idade, com a intenção de provocar as agências. Mensagens gravadas foram mostradas de Steven Slater, conhecido pelo incidente JetBlue de 2010, e estrela de reality TV Teresa Guidice, ambos se desculpando por atos de "irracionalidade".

### Discurso "Um Momento de Sinceridade"
Depois de derrotar o "Fearzilla" de Colbert, Stewart encerrou o rally com "um momento... para sinceridade", explicando as intensões do movimento:
Esse não foi um movimento para ridicularizar fiéis, nem ativistas, nem desprezar o coração da nação, nem causar argumentos, nem sugerir que esses tempos são difíceis e que não temos nada a temer. Eles [os tempos] são, e nós temos [algo a temer]. Mas agora vivemos em tempos difíceis, não o fim dos tempos.
Ele criticou o papel da mídia de polarizar debates políticos, afirmando que a mídia apenas amplifica problemas e não mais distingue "ter ânimo" de "ser inimigos". Ele afirmou que endemoninhar oponentes e acreditar em propagandas faz as pessoas "menos seguras, não mais" e que "isso é um insulto, não só para essas pessoas, mas para os racistas em si que fazem todo o esforço necessário para odiar".
Grande parte do discurso focava na ideia de que "a maioria dos americanos não vivem suas vidas somente como democratas, republicanos, liberais ou conservadores". Ele também falou sobre "compromissos razoáveis" que acontecem "diariamente" entre pessoas de diferentes crenças.

### Número de pessoas e transmissão pela televisão
Uma análise de fotos aéreas solicitada pela CBS News e feita pela AirPhotosLive.com estimou que o número de participantes foi de 215,000, com uma margem de erro de 10%. Em comparação, a estimativa feita para o "Restoring Honor rally" foi de 87,000, com uma margem de erro de 9,000. O USA Today, Voice of America e ABC News todos referiram a multidão como dezenas de milhares de pessoas, com a Voice of America dizendo, "a multidão encheu o Mall, de quase a frente do capitólio até o Washington Monument".
De acordo com a agência de notícias local TBD TV, a grande multidão rapidamente ocupou o Mall, e milhares foram forçados a ficarem em ruas próximas ao evento, com muitos simplesmente desistindo e indo embora. O PA system (sistema de comunicação público, incluindo microfones, auto falantes e amplificadores) foi criticado por ser inadequado, com as pessoas no fundo e mais distantes reclamarem que não conseguiam ouvir, gritando "mais alto!" várias vezes. Jon Stewart brincou que 10 milhões de pessoas compareceram, e Stephen Colbert twittando de brincadeira que 6 bilhőes de pessoas compareceram.
O Washington Metropolitan Area Transit Authority, que manteve sua programação de transporte público do sábado, anunciou que o evento quebrou o recorde de pessoas usando o metrô com 825,437 viagens, comparado com cerca de 350,000 em um sábado normal, e superando o recorde de 1991 de 786,358 viagens durante o "Desert Storm rally".
O rally foi transmitido ao vivo pela Comedy Central e C-SPAN. A transmissão da Comedy Central alcançou 2,000,000 de telespectadores, com mais 570,000 assistindo na Internet.

## Reação ao movimento
Keith Olbermann apareceu várias vezes em uma montagem sobre o ódio na mídia apresentada no rally. Dois dias depois do evento, Olbermann decidiu em encerrar o segmento "Worst Person in the World" (em português, "A Pior Pessoa do Mundo") em seu programa Countdown with Keith Olbermann com a intenção de diminuir tal ódio. No entanto, ele defendeu seu programa afirmando que a MSNBC (a rede em que Countdown era apresentado) se diferencia da Fox News por que "se levantar pelos fracos não é moralmente equivalente a se levantar pelos poderosos". Após uma votação online pelos telespectadores do show, Olbermann anunciou que o segmento retornaria como "Not Really Worst Persons in the World" (em português, "Não Realmente as Piores Pessoas do Mundo") em novembro.
No "Real Time with Bill Maher", Bill Maher criticou o movimento, dizendo que, apesar de Stewart e Colbert terem boas intenções, a mensagem do movimento demonstrava uma falsa igualdade ou equivalência entre a esquerda e a direita, notando, "o grande erro da mídia moderna é a noção de um equilíbrio. Que a esquerda é igualmente violenta e cruel à direita... há uma diferença entre um homem bravo (mad man, em inglês) e um homem louco (madman, em inglês)."
No dia 11 de novembro, Stewart apareceu no programa The Rachel Maddow Show e clarificou a mensagem intencionada no rally: que muitos "acreditaram na ideia de que o conflito [nos Estados Unidos] é da direita contra esquerda" quando na verdade o conflito é "corrupção contra a não-corrupção."
Vários websites, incluindo The Huffington Post, dedicaram páginas para as "placas mais engraçadas do movimento."
Nas semanas após ao evento, a controvérsia que já durava 20 anos sobre os comentários de Cat Stevens (Yusuf Islam) sobre Salman Rushdie foi ressuscitada, com comentadores discutindo a decisão de convidar Cat Stevens  para apresentar no rally. Ben Smith do Politico disse que alguns acharam a presença de Stevens uma "nota dissonante" no rally. O professor Akbar Ahmed disse que o debate é mais um exemplo de "controvérsias sendo 'desenterradas' e tiradas de contexto para serem transmitidas devido ao ambiente 'venenoso' que cerca o Islamismo." Salman Rushdie ligou para Stewart após o rally para falar sobre a presença de Yusuf, e disse que Stewart "disse que estava arrependido de o ter irritado, mas na verdade parecia estar completamente bem. Triste." Stewart deu sua opinião dois anos depois. Stewart, dizendo que, na época, desconhecia os comentários feitos por Yusuf, explicou: "Não acho que ele realmente acredita que pessoas deveriam ser executadas por apostasia. Eu disse, 'olha, me desculpe por o ter irritado [Rushdie], mas não acho que ele [Yusuf] é realmente assim. Vou falar com ele.'" Yusuf chamou o evento de 1989 como um "desentendimento", mas adicionou, "mas porque você tem que insultar o Profeta?" Stewart continuou, "Nós conversamos, e se torna claro de que ele está perdido entre dois mundos. E que ele ainda - e isso partiu meu coração. ... Se eu tivesse sabido, eu não teria o feito. Porque para mim isso é motivo para quebrar nosso acordo. Morte por liberdade es expressão é motivo para quebrar nosso acordo."
Em 2014, assim como fez em 2010, o apresentador de programa conservador Sean Hannity criticou Jon Stewart por convidar Yusuf. Stewart respondeu, "você está certo nesse ponto... correto, Sr. Hannity, foi um erro! Eu devia ter examinado isso mais cuidadosamente... ...Só não acho que você é a pessoa adequada para me culpar por me associar com um músico."